# Ясима-дзи
Ясима-дзи (яп. 屋島寺) — буддистский храм в городе Такамацу, Япония. Расположен на горе Ясима. Относится к школе сингон, является частью паломничества 88 храмов Сикоку.
Считается, что храм был основан Гандзином в 754 году. В 815 году Кукай перёс храм на нынешнее место и передал его школе сингон.
При храме есть сокровищница, которая функционирует, как музей. Здесь можно увидеть образцы каллиграфии, буддистского искусства, а также артефакты, связанные с битвой при Ясиме (1185) - одном из самых важных эпизодов гражданской войны кланов Тайра и Минамото.
На территории храма расположен небольшой пруд, известный, как «пруд крови». Считается, что после победы воины клана Минамото вымыли здесь свои мечи от крови.

## Галерея

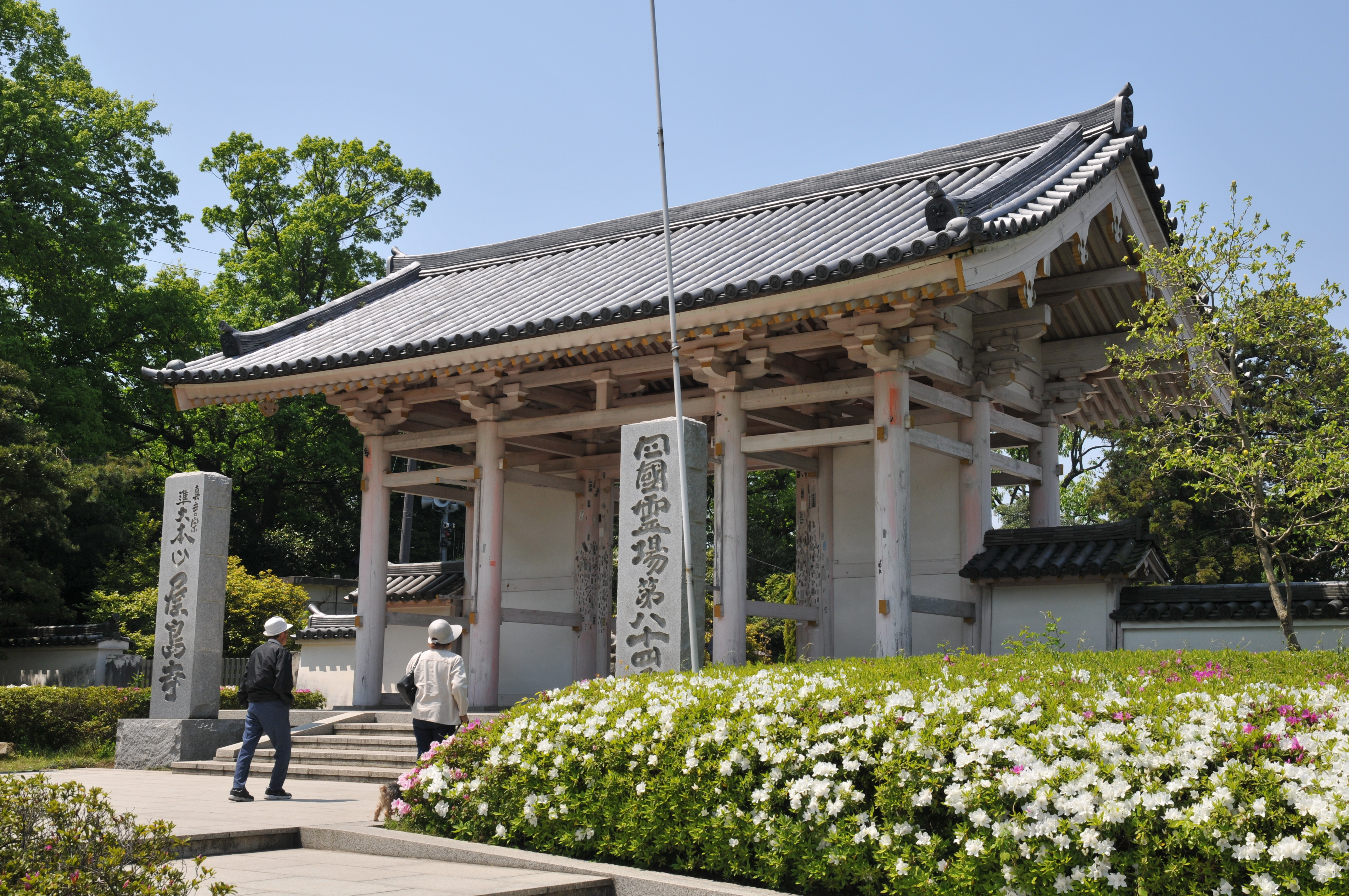
Ворота
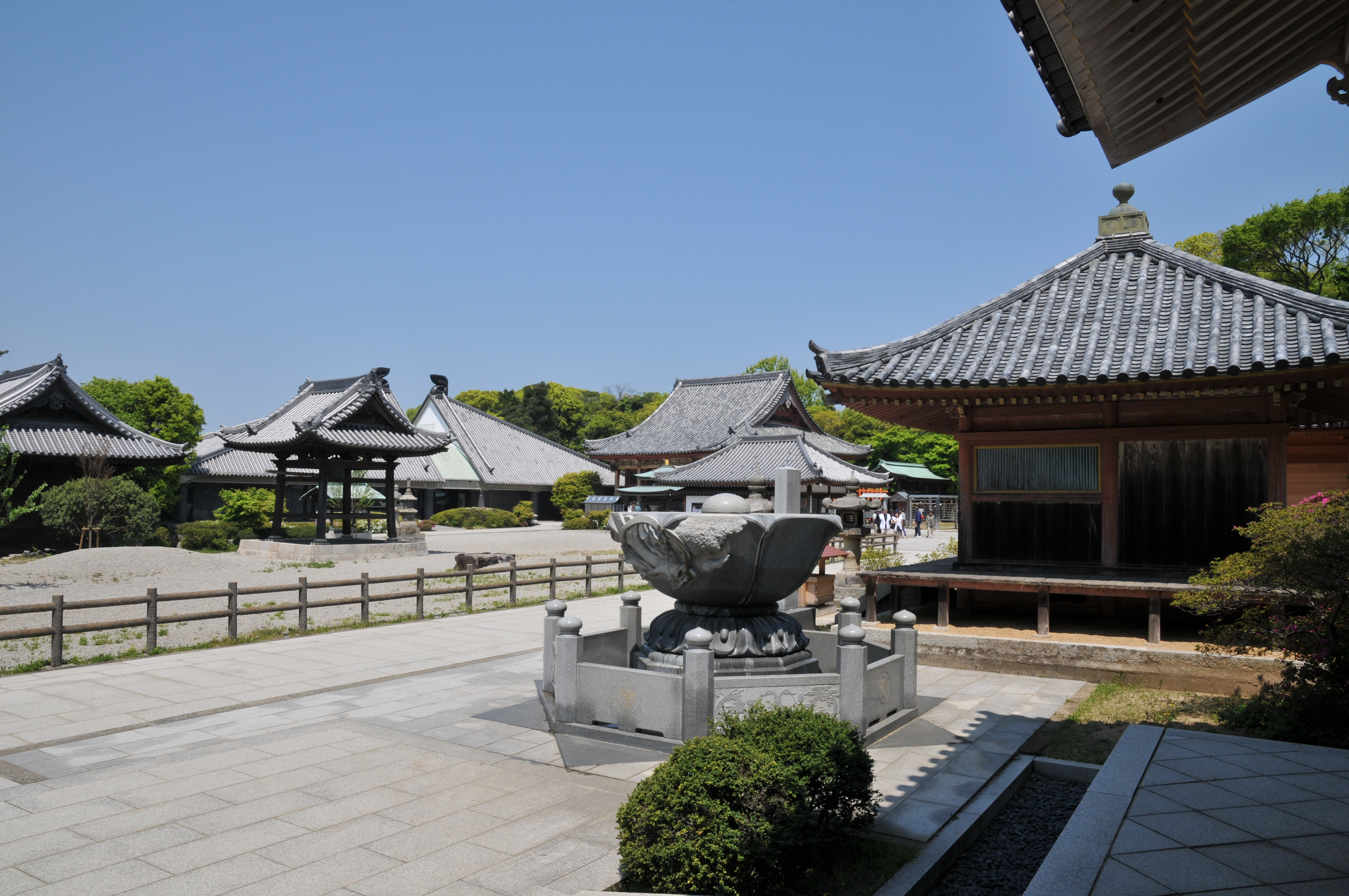
Общий вид
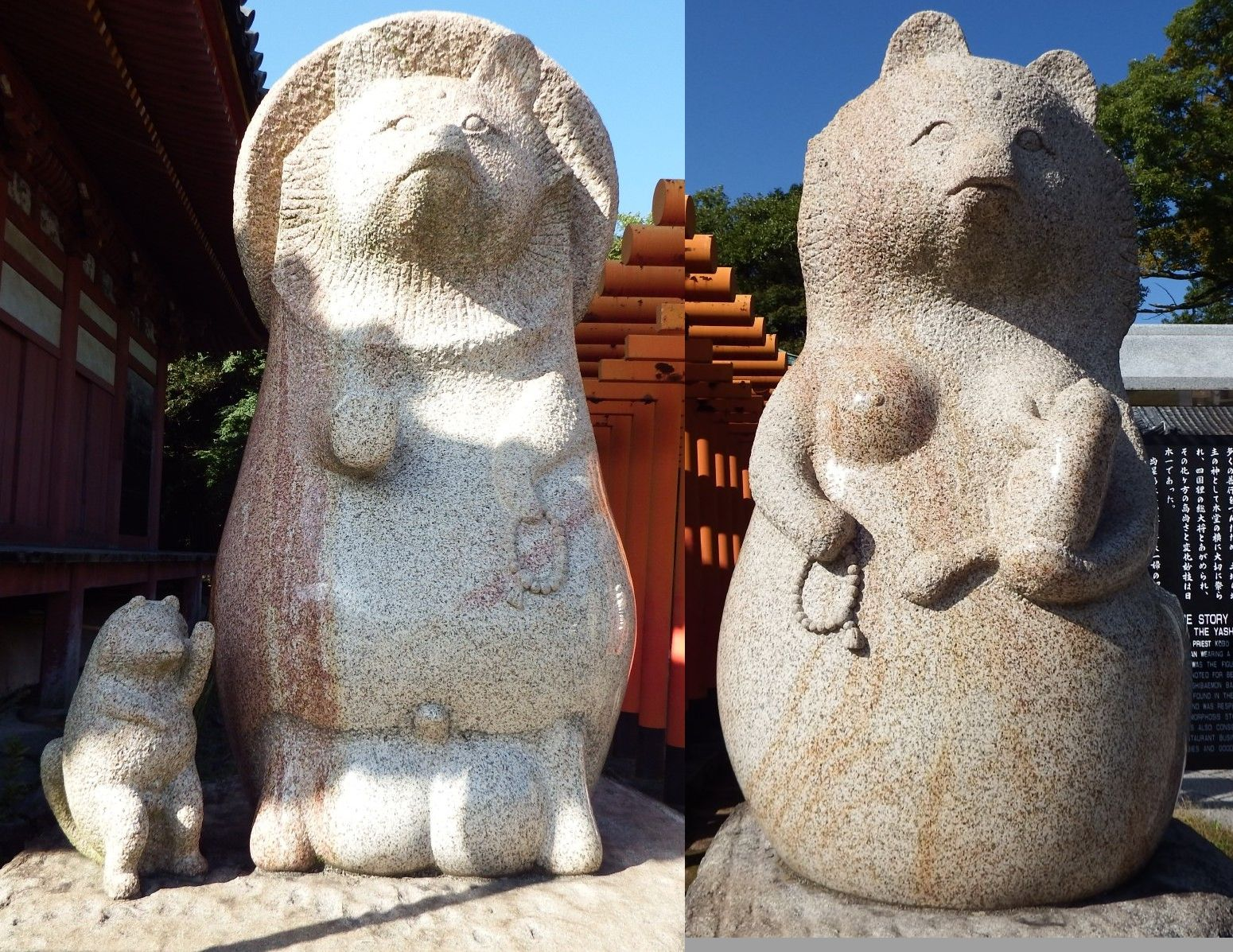
Тануки